# Громагин, Михаил Александрович
Михаил Александрович Громагин (1902—1945) — генерал-майор танковых войск Рабоче-крестьянской Красной армии, участник Великой Отечественной войны.

## Биография

Могила Громагина в Парке Вечной Славы в Киеве.

Михаил Громагин родился в 1902 году в деревне Реброво (ныне — в Борисоглебском районе, Ярославская область). В 1920 году пошёл на службу в Рабоче-крестьянскую Красную Армию.
С начала Великой Отечественной войны Громагин находился в действующей армии. В боях три раза был ранен, один из них тяжело. В начальный период войны командовал 73-м танковым полком 37-й танковой дивизии 15-го механизированного корпуса. Позднее командовал 19-м танковым полком, а с апреля 1942 года — 178-й танковой бригадой 10-го механизированного корпуса. Бригада под его командованием нанесла противнику огромные потери в тяжёлых условиях летней кампании 1942 года, сражаясь с втрое-вчетверо превосходящими силами противника.
15 декабря 1943 года Громагину было присвоено воинское звание генерал-майора бронетанковых войск. На завершающем этапе войны он служил заместителем командира 3-го гвардейского танкового корпуса. В октябре 1944 года назначен заместителем командира бронетанковых и механизированных войск Войска Польского.
Трагически погиб в авиационной катастрофе 3 марта 1945 года в районе города Хелм в Польше. Похоронен на Мемориале Вечной Славы в Киеве.
Был награждён тремя орденами Красного Знамени и орденом Красной Звезды.